# Skynet Airlines
Skynet Airlines – nieistniejące irlandzkie linie lotnicze z siedzibą w Shannon, powstałe z pomocą Aerofłot.
Skynet Airlines rozpoczęły działalność w czerwcu 2001 roku z jednym Boeingiem 737. Obsługiwały trasę Shannon-Amsterdam-Moskwa. Plany rozwoju obejmowały dzierżawę kolejnego Boeinga 737 i połączenia z Warszawą, Wiedniem i Brukselą. W maju 2004 roku firma dzierżawiąca samoloty, nie mogąc się porozumieć z linią w sprawie opłat, zatrzymała obydwa Boeingi na lotnisku w Shannon. Skynet Airlines zmuszone były zawiesić działalność. W czerwcu 2004 podjęto rozmowy z Pulkovo Aviation Enterprise w sprawie uruchomienia lotów z Shannon do Petersburga, jednak skończyły się one niepowodzeniem. Kolejna próba wskrzeszenia linii miała miejsce w maju 2005, jednak również ona zakończyła się fiaskiem.